# 爱德华·李·霍华德

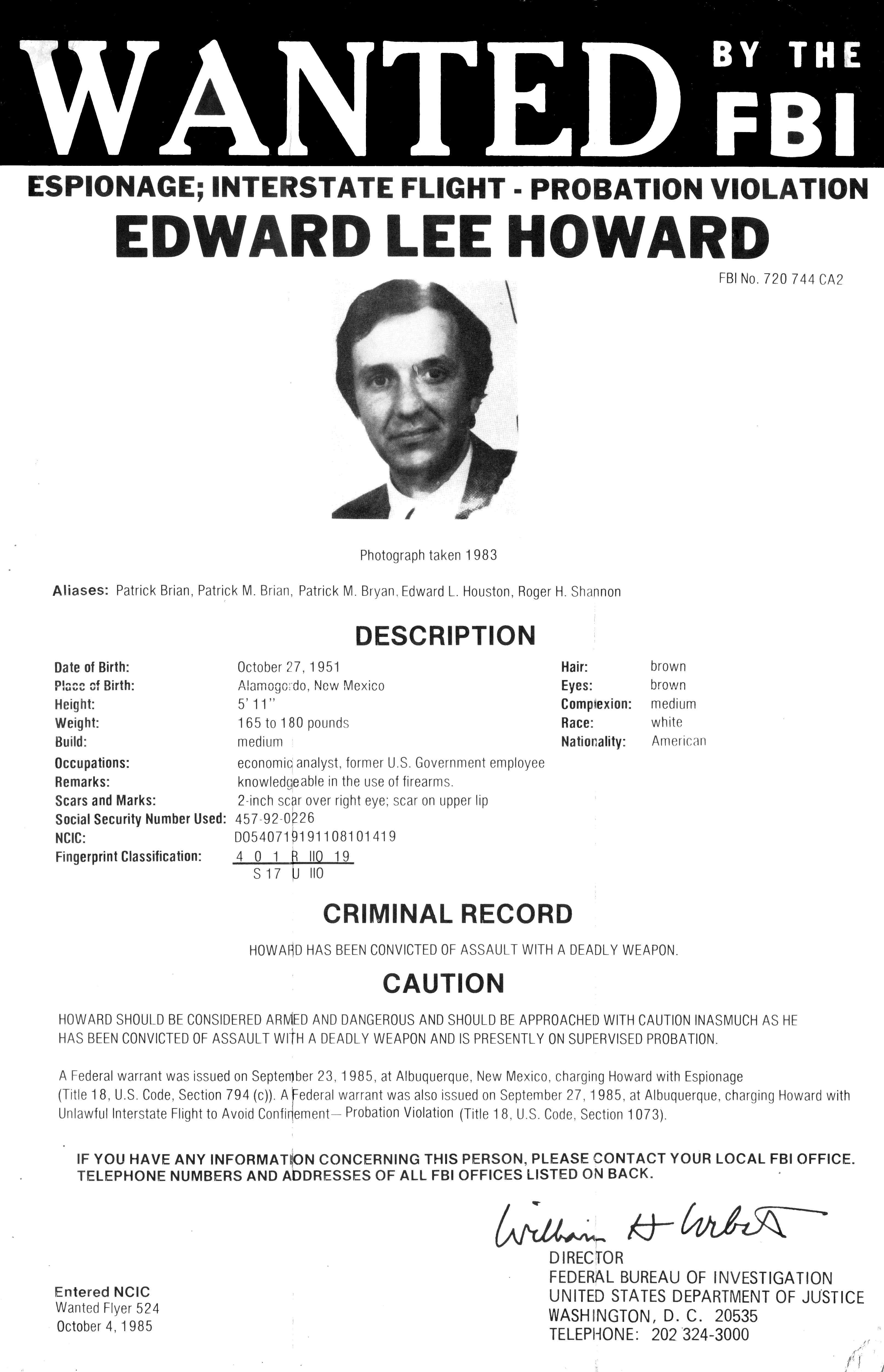
1986年FBI对霍华德的通缉令。

爱德华·李·霍华德（Edward Lee Howard，1951年10月27日—2002年7月12日）是一名叛逃苏联的美国中央情报局情报官员。

## 生平
1951年出生于美国新墨西哥州的阿拉莫戈多。1976年获得美利坚大学经济管理硕士学位。1980年加入中央情报局。1982年底，霍华德被挑中前往莫斯科工作，却因为未能通过测谎试验而被中情局解雇。1984年，他在与妻子在奥地利维也纳休假期间，与苏联方面达成出卖情报的协议。由于他提供的情报，使得数十名潜伏在苏联的美国间谍相继落网。1985年8月1日，克格勃高級官員維塔利·尤爾欽科叛逃到美國，他提供的情報使得中央情报局開始懷疑霍华德提供苏联情报而加以監聽。1985年霍华德叛逃到莫斯科，成为第一位公开叛逃苏联的美国情报官员，期間出賣情報員阿道夫·托卡契夫，使他遭到槍決。2002年7月12日，霍华德在莫斯科的家中从楼梯上莫名意外跌落摔断脖子而死。